# Markusovszky Sámuel
Markusovszky Sámuel (Stósz, 1851. december 23. – Pozsony, 1913. augusztus 10.) evangélikus líceumi igazgató, tanár.

## Életpályája
Markusovszky Sámuel késgyáros és Pauker Mária fia. Középiskolai tanulmányait a nagyszalontai algimnáziumban kezdte meg és a debreceni református kollégiumban végezte el. 1872-1874 között ugyanott a teológiai tudományokat hallgatta. 1874-tól 1877-ig a Budapesti Egyetem bölcseleti karán görög és latin filológiát és bölcseletet hallgatott, egyszersmind a magyar királyi tanárképző-intézetnek is tagja és 1878 és 1879-ben ugyanazon intézet gyakorló főgimnáziumának is rendes tagja volt. 1879-ben tanárvizsgálatot tett latin és görög filológiából. Az 1879-1880. iskolai évben helyettes tanár volt az aradi királyi főgimnáziumnál. 1880. szeptember 4-én a pozsonyi evangélikus egyházgyülekezet hívta meg líceumához rendes tanárnak, ahol 1899-től az intézet igazgatója volt 1905-ig, ekkor nyugalomba vonult. 1885-1898 között a líceumi nagy könyvtár egyik őre volt.
Cikkei a Pozsonyi Evangélikus Líceum Értesítőjében (1881. Horatius ars poetikája czéljáról és szerkezetéről, ism. 1882. Egyet. Philol. Közlöny, 1882. Miért tanuljuk a gymnasiumban a latin és hellen nyelveket, és valjon ezen nyelvek tanulásának van-e valami haszna és előnye?, 1897. Emléklapok a lyceum uj épületének felavató ünnepéről 1896. sezpt. 20., 1898. Pozsonyi márcziusi napok 1848-ban); az Evangélikus Egyház és Iskolában (1889. A lcassicus nyelvek és irodalmuk tanítása a gymnasiumban, 1890. A görög nyelv és a protestáns középiskolák sat.); az Országos Középiskolai Tanáregyesület Közlönyében (1892-1893. A latin nyelv alsófokú tanítása); a Magyar Paedagogiában (1894. Görög nyelvtanítás homerosi szöveg alapján); a Protestáns Szemlében (1900. Bél Mátyás); a Nyugatmagyarországi Hiradónak is munkatársa volt.

## Művei
- A pozsonyi ág. hiv. evang. lyceum története, kapcsolatban a pozsonyi ág. hitv. evang. egyház multjával. A magyar haz ezer éves fennállás ünnepére a pozsonyi ág. hitv. evag. egyház megbizásából. Pozsony, 1896.
- Bél Mátyás (Magyar Protestáns Irodalmi Társaság 1900. évi Emlékkönyve). Budapest, 1900. (Újból lenyomtatva Prot. Esték III. k. 1916.)
- Az iskola' („A pozsonyi ág. h. ev. egyházközség története” II. kötetének egy része). Pozsony, 1906.